# The Pollen
 (octobre 2016).
The Pollen est un groupe de rock français créé en 1983 à Fontainebleau. Le groupe s'inscrit dans le mouvement new wave des années 1980, et produit une musique rock ciselée, servie par la très belle voix de sa chanteuse d'origine galloise, Pejay.
Il a été édité par le label lillois Danceteria. Leur premier album 'Contrasts' est produit par Adrian Borland (The Sound). Le groupe se sépare en 1993. En 1992, un nouveau groupe éphémère rock-new wave THE PARK, dans le même esprit que THE POLLEN, publiera un CD 10 titres 'If all the seas...', toujours chez Danceteria. Pejay (chant) et Michel (guitare) font partie de THE PARK avec un autre bassiste et un autre batteur.

## Formation
- Thierry Cote : Batterie
- Pejay : Chant
- Fréderic Perrin : Basse, Claviers
- Michel Francisque : Guitare
- Thierry Prost : Guitare

## Discographie
Albums :
- 1989 : Contrasts (Danceteria)
- 1990 : Colour and make believe (Danceteria)
- 1992 : A better past… - compilation (Danceteria)